# Philippe Tondre
Philippe Tondre   (Mülhausen, 1989) és un oboista clàssic contemporani franco-britànic.
Philippe Tondre va començar a estudiar l'oboè als sis anys a la classe de Yves Cautrès a l'Escola Nacional de Música de Mulhouse abans d'incorporar-se al Conservatori de París a la classe de David Walter, on va guanyar el seu premi d'oboè i el seu màster en interpretació musical. També va seguir lliçons de professors com Heinz Holliger, Maurice Bourgue, Jacques Tys, Jean-Louis Capezzali i Ingo Goritzki .

## Carrera
Molt lligat a l'activitat orquestral, durant els seus estudis va integrar lOrchester français des jeunes i el Gustav Mahler Jugendorchester sota la direcció de Sir Colin Davis i Herbert Blomstedt. Als divuit anys va ser nomenat oboè solista de lOrquestra Simfònica de la Ràdio de Stuttgart (Südwestrundfunk) sota la direcció de Sir Roger Norrington i Georges Prêtre, càrrec que va ocupar del 2008 al 2016. Als 19 anys va ser vist per Seiji Ozawa al Japó i es va convertir el 2010 en membre de lOrquestra Saito Kinen de Matsumoto i després, el 2012, lOrquestra de Cambra Mito sota la seva direcció. Des de llavors, ha realitzat gires internacionals amb aquestes dues bandes. Com a oboè en solitari, Philippe Tondre ha actuat regularment amb la Royal Concertgebouw Orchestra Amsterdam, l'Orchestre philharmonique de Radio France i lOrquestra Simfònica de la Ràdio de Berlín.
Va tenir l'oportunitat d'actuar com a solista amb lOrchestre de chambre de Genève, la New Mozart Orchestra de Londres, el Collegium Musicum Basel, lStuttgarter Kammerorchester, la Stuttgart Radio Symphony Orchestra, lOrchestre de la Suisse Romande, lOrquestra Filharmònica Kansai, lOrquestra Filharmònica de Tailàndia, lOrquestra de la Cambra de Munic, l'"Ensemble La Folia", lOrquestra Simfònica de la Ràdio de Baviera, lOrquestra del Festival Saito Kinen i participa en molts festivals a Àsia, Europa i els Estats Units.
El 2013, Philippe va jugar l'estrena a Alemanya del Concert per a oboè de James MacMillan sota la direcció del compositor a Stuttgart amb la seva orquestra. Al juny del mateix any, va tocar el seu "Debüt Konzert" a la Filharmònica de Berlín amb la Deutsche Sinfonie Orchester Berlin. Va compartir amb Jacques Zoon l'estrena japonesa del doble concert de Gyorgy Ligeti amb l'orquestra de Seiji Ozawa a Matsumoto el 2013 i va participar al programa ARTE "Stars de Demain" presentat per Rolando Villazón a Berlín. També dirigeix nombroses classes magistrals a Alemanya, Taiwan, Xina i Japó.
El 2015 s'incorpora a lOrquestra del Festival de Budapest com a oboè principal sota la batuta d'Ivan Fischer i un any més tard es converteix en l'oboè solista a la Leipzig Gewandhaus amb Andris Nelsons, càrrec que ocuparà una temporada abans de decidir tornar a Stuttgart, reincorporant-se al nou "SWR Symphony Orchestra" actualment dirigida per Teodor Currentzis. Philippe Tondre és professor a la "Hochschule für Musik Saar" des del 2015, convertint-se en un dels professors d'instruments de vent i fusta més joves del territori alemany. Des del març de 2019, és l'oboè principal de lOrquestra de Cambra d'Europa, succeint a Douglas Boyd, Francois Leleux i Kai Frömbgen.
És nomenat, al final del procés de contractació que va finalitzar el diumenge 13 d'octubre de 2019, oboè principal de l'Orquestra de Filadèlfia a la qual s'incorporarà als festivals d'estiu i després el 14 de setembre de 2020 per a la temporada 2020-2021, Richard Clarence Woodhams. Per tant, perpetua, seguint Marcel Tabuteau que va ocupar aquest mateix càrrec del 1915 al 1954, la tradició de la presència de l'escola francesa d'oboè a Filadèlfia.

## Premis
Tondre és el guanyador de tots els grans concursos internacionals dedicats a l'oboè: Tercer Premi i Premi Gustav Mahler al Concurs Internacional de Música de Primavera de Praga, Primer premi al concurs Gillet-Fox de la International "Double Reed Society" als Estats Units, segon Premi al Concurs Internacional del Japó organitzat per la Fundació Sony i Tercer Premi al Concurs Internacional de Música de Ginebra. El setembre de 2011 va guanyar el 60è Concurs Internacional de Música ARD de Múnic, així com tres premis especials, inclosos el Premi del Públic i el Premi a la millor interpretació de l'obra de Liza Lim composta per al concurs "Gyfu". L'any següent, el setembre del 2012, després del seu concert al Festival Internacional de Bonn, va rebre el "Beethoven Ring", convertint-lo en el primer oboista que va rebre aquest prestigiós premi, que anteriorment havia estat atorgat a grans músics com Gustavo Dudamel, Julia Fischer o Liza Batiaixvili.